# Lavocatisaurus
Lavocatisaurus („Lavocatův ještěr“) byl rod sauropodního dinosaura z čeledi Rebbachisauridae, který žil v období spodní křídy (geologické stupně apt až alb, asi před 125 až 100 miliony let) na území dnešní Argentiny (souvrství Rayoso, provincie Neuquén).

## Objev
Fosilie tohoto sauropoda byly objeveny v sedimentech souvrství Rayoso a jde tak o druhého sauropoda popsaného ze stejných vrstev (prvním byl rod Rayososaurus). Zároveň jde o prvního argentinského rebbachisaurida, z něhož známe téměř kompletní lebku. Ta byla podlouhlá a celkově se podobala lebce rodu Diplodocus. Je možné, že tito dinosauři měli čelisti zakončené keratinovým "zobákem". Celkem byly objeveny tři exempláře, holotyp (dospělý jedinec) a dvě mláďata. Dohromady byly objeveny fosilní části téměř kompletní kostry, což umožnilo stanovcit nový rod a druh. Typový druh L. agrioensis byl formálně popsán v říjnu roku 2018.

## Zařazení
Lavocatisaurus byl vývojově bazálním rebbachisauridem, představujícím sesterskou vývojovou skupinu ke kladu Khebbashia (klad tvořený podčeleďmi Limaysaurinae a Rebbachisaurinae).